# Eugeneodontida
Eugeneodontida е изчезнал и слабо познат разред от странни акули. Те притежават уникална „зъбна спирала“ на долната челюст, както и гръдни перки. Палатоквадратът е сраснал с черепа или редуциран. Възможно е да принадлежат към подклас Holocephali.

## Класификация
- Надсемейство Caseodontoidea
  - Род Campodus
  - Род Chiastodus
  - Семейство Caseodontidae
    - Род Caseodus
    - Род Erikodus
    - Род Fadenia
    - Род Ornithoprion
    - Род Romerodus

  - Семейство Eugeneodontidae
    - Род Bobbodus
    - Род Eugeneodus
    - Род Gilliodus
- Надсемейство Edestoidea
  - Семейство Agassizodontidae
    - Род Agassizodus
    - Род Arpagodus
    - Род Campyloprion
    - Род Helicoprion
    - Род Parahelicoprion
    - Род Sarcoprion
    - Род Toxoprion

  - Семейство Edestidae
    - Род Edestus
    - Род Helicampodus
    - Род Listracanthus
    - Род Lestrodus
    - Род Metaxyacanthus
    - Род Parahelicampodus
    - Род Physonemus
    - Род Prospiraxis
    - Род Syntomodus